# Teorije masonske urote u Francuskoj revoluciji
Teorije urota o ulozi slobodnog zidarstva u Francuskoj revoluciji (započela 1789. godine i trajala do 1795., po nekima i 1799. godine) pripisuju slobodnim zidarima presudan utjecaj na pokretanje revolucionarnih zbivanja te tvrde kako je upravo slobodnozidarskih organizacija bila skrivena pokretačka snaga iza ključnih događaja, odluka i osoba koje su obilježile razdoblje revolucije. Međutim, povijesni dokazi za takve tvrdnje ostaju ograničeni i često proizlaze iz spekulativnih ili ideološki obojenih interpretacija povijesti.

## Historiografija

### Preteče teorije
Teorija o masonskoj uroti protiv društvenog i političkog poretka u Francuskoj ima nekoliko izvora, a svoje začetke nalazi već tijekom druge polovice 18. stoljeća.
- François-Henri de Virieu (1754. – 1793.), slobodni zidar iz martinističke lože u Lyonu, nakon sudjelovanja na poznatom kongresu slobodnih zidara u Wilhelmsbadu 1782. godine, gdje je predstavljao vojvodu od Havré-Croya,[2] izjavio je da je otkrio urotu koja će uskoro buknuti s takvom snagom da "ni Monarhija ni Crkva neće moći preživjeti."[3]
- Godine 1786. pruski časnik i bivši slobodni zidar Ernst August von Göchhausen u svojoj knjizi Otkrića o kozmopolitskom političkom sustavu denuncira urotu slobodnih zidara, bavarskih Iluminata i isusovaca, predviđajući da će ubrzo uslijediti "neizbježne svjetske revolucije",[4] čak tri godine prije nego što je izbila Francuska revolucija.
- Godine 1789. francuski esejist Jean-Pierre-Louis de Luchet, poznat i kao markiz od Lucheta, objavio je djelo Esej o sekti iluminata[5] u kojem je optužio vodeće ljude bavarskih Iluminata za tajno upravljanje europskim slobodnim zidarstvom, osobito onim u Francuskoj.[6]
- Godine 1790. francuski svećenik Antoine Estève Baissie u jednom svom eseju iznosi tvrdnje o masonskoj uroti iza revolucionarnih događaja.[7] Sljedeće godine, 1791., Jacques-François Lefranc,[8] pripadnik francuske kongregacije eudista, postavlja temelje teorije o revolucionarnoj uroti slobodnih zidara, tvrdeći da su upravo masonske lože svjesno i direktno organizirale revolucionarne događaje.[9]
- 1792. godine, francuski rojalističi esejist Antoine de Rivarol u djelu Povijest Revolucije iznosi slične ideje,[10] kao i pruski političar grof Christian von Haugwitz u knjizi Pastoralno pismo pravim i potpunim slobodnim zidarima starog sustava,[11] gdje kritizira martinistički utjecaj unutar loža.[12]
- Godine 1793. francuski isusovac Pierre-Joseph de Clorivière u svojoj knjizi Doktrine Deklaracije o pravima čovjeka također podupire tezu o masonskoj pozadini Revolucije.[13]
- Godine 1797. izlazi knjiga Istinski autori Francuske revolucije iz 1789 pod pseudonimom Jourde,[14] čiji je autor navodno bio Nicolas Sourdat,[15] a u kojoj se optužuju slobodni zidari da su izravno poticali revoluciju. Prema toj knjizi, upravo su slobodni zidari revolucionarima osigurali financijska sredstva i vodili propagandu.[16] Iste godine, francuski ljekarnik i pisac Charles Louis Cadet de Gassicourt također objašnjava kako su tajna društva djelovala ispod površine tijekom Revolucije.[17]

### Najpoznatiji teoretičari
Nakon Revolucije, ovu teoriju intenzivno šire dva glavna autora.
Jedan od njih bio je francuski isusovac Augustin Barruel, čije djelo Memoari koji će poslužiti povijesti jakobinizma, objavljeno u četiri sveska između 1797. i 1799. godine, postiže velik uspjeh i prevodi se na više jezika. Njegov suradnik i istomišljenik bio je već spomenuti Jacques-François Lefranc. Barruelova knjiga iznosi teoriju urote prema kojoj su bavarski Iluminati, tajno društvo osnovano 1776. godine od strane Adama Weishaupta, infiltrirali masonske lože s ciljem svrgavanja postojeće političke i vjerske vlasti te porobljavanja čovječanstva. Barruel tvrdi kako je Francuska revolucija bila rezultat pažljivo pripremljene urote protiv Katoličke Crkve i Monarhije, koju su zajednički organizirali ateistički filozofi, slobodni zidari, iluminati i jakobinci. Ta je teza osobito prihvaćena u proturevolucionarnim krugovima, a istodobno slične tvrdnje iznosi i škotski znanstvenik i slobodni zidar John Robison. Barruel, koji je tvrdio da je i sam bio iniciran u jednu ložu, također je naveo kako su egzekutori koji su vršili smaknuća tijekom revolucionarnog Terora koristili međusobno masonski pozdrav.
Iste 1797. godine, Robison objavljuje djelo Dokazi urote protiv svih religija i vlada Europe. Robison, slično Barruelu, optužuje francuske slobodne zidare, posebno one okupljene oko Francuskog obreda, za poticanje revolucije. Poput Barruela, smatra da su bavarski Iluminati tajno djelovali na francuske lože potičući ih na urotu protiv državnih institucija i na samu ideju Revolucije.
Barruel i Robison, nezavisno jedan od drugoga, pokušavaju dokazati kako je Revolucija bila proizvod planski pripremanog revolucionarnog procesa. Prema njihovim tvrdnjama, slobodno zidarstvo i iluminati (organizacija koju su smatrali slobodnozidarskom ili barem sličnom slobodnom zidarstvu) odigrali su ključnu organizacijsku i operativnu ulogu, što smatraju važnijim čimbenikom od stvarnih društvenih problema poput gladi, nezadovoljstva trećeg staleža. ili političkih pogrešaka Luja XVI.
Prema njima, za uspješnu realizaciju Revolucije bila su potrebna dva ključna elementa:
- Prvo, stvaranje prikladne intelektualne i kulturne klime koja bi potaknula nezadovoljstvo i zahtjeve za promjenama. Takva je klima stvorena tijekom desetljeća prije revolucije kroz enciklopedizam i pokret prosvjetiteljstva, koji je bio izrazito prožet iluminističkom filozofijom.
- Drugo, postojanje organizirane skupine predvodnika i agitatora (prema njima – masonskih loža), koja će koordinirati i mobilizirati mase te usmjeravati revolucionarna zbivanja prema zacrtanom cilju.

### Kasniji razvoj teorije

#### 19. stoljeće
Tijekom 19. stoljeća brojni su povjesničari, esejisti i istraživači nastavili razvijati teoriju o povezanosti slobodnog zidarstva i Francuske revolucije, nastojeći dokazati ili opovrgnuti tvrdnje o masonskoj uroti kao pokretačkoj snazi revolucionarnih zbivanja.
- Godine 1800. francuski esejist Lievin-Bonaventure Proyart objavio je djelo Luj XVI. svrgnut prije nego što je postao kralj ili prikaz uzroka koji su doveli do Francuske revolucije i potresli sva europska prijestolja.[25]
- Godine 1803. njemački pisac i luteranski teolog Johann August von Starck objavljuje knjigu Trijumf filozofije u 18. stoljeću[26] u kojoj ponovno zagovara teze Augustina Barruela o masonskoj uroti.[9]
- Godine 1807. španjolski isusovac i filolog Lorenzo Hervás u svom djelu Uzroci Francuske revolucije među glavnim uzrocima revolucije navodi slobodno zidarstvo, jansenizam, kalvinizam i suvremenu filozofiju.[27]
- Godine 1820., četiri godine nakon smrti markiza Thomasa de Frondevillea, člana lože iz Pavillyja u Normandiji,[28] objavljen je njegov esej koji optužuje slobodne zidare za antimonarhističku urotu.[29]
- Godine 1856. francuski socijalistički političar te novinar Louis Blanc objavljuje Povijest Francuske revolucije,[30] gdje ponovno ističe utjecaj slobodnog zidarstva.[20]
- Godine 1862. francuski povjesničar Alfred François Nettement izdaje djelo Nova povijest revolucije iz 1789. u kojem ukazuje na veze između slobodnog zidarstva, bavarskih iluminata i Francuske revolucije.[31]
- Godine 1863. francuski časnik Jean-Emmanuel Le Coulteux de Canteleu objavio je knjigu Sekte i tajna politička društva: esej o njihovoj povijesti od najstarijih vremena do Francuske revolucije.[32]
- Godine 1871. američki slobodni zidari Albert Pike u svom djelu Moral i dogma, osobito u poglavlju posvećenom 30. stupnju Škotskog obreda, potvrđuje tezu o tome da je slobodno zidarstvo tajno pripremalo i organiziralo Francusku revoluciju.[33]
- Godine 1872. francuski katolički pisac François-Xavier Gautrelet objavljuje knjigu Slobodno zidarstvo i revolucija u kojoj ističe utjecaj slobodnog zidarstva u Francuskoj revoluciji, usmjeren prvenstveno protiv Katoličke Crkve.[34]
- Godine 1873. francuski katolički i antimasonski književnik Alexandre de Saint-Albin objavio je knjigu Dokumenti o Francuskoj revoluciji.[35]
- Godine 1877. francuski katolički teolog i esejist Jean-Joseph Gaume optužuje slobodno zidarstvo za organiziranu urotu tijekom Francuske revolucije.[36]
- Godine 1880. francuski isusovac Nicolas Deschamps te odvjetnik i pisac Claudio Jannet objavljuju knjigu Tajna društva i društvo ili filozofija suvremene povijesti. Prema Deschampsu, kralju Luju XVI. smrtna je presuda navodno bila izrečena prvo u jednoj masonskoj loži, prije nego što je službeno osuđen u Narodnoj skupštini Francuske.[37]
- Godine 1884. Claudio Jannet objavljuje još jednu knjigu na ovu temu, ovoga puta u suradnji s esejistom Louisom d'Estampesom, pod naslovom Slobodno zidarstvo i Revolucija.[38]
- Godine 1885. irski misionar i esejist George F. Dillon ponovno razvija tezu o središnjoj ulozi bavarskih iluminata u revolucionarnim zbivanjima.[39]
- Godine 1897. francuski katolički svećenik i antimasonski aktivist Jean Anselme Tilloy opisuje Francusku revoluciju kao urotu masonskih loža, iluminata te židovskih elita.[40] U svojoj analizi navodi tajni savez između de Mirabeaua, židovskog filozofa Mendelssohna i bavarskih iluminata, koji se navodno sklopio u Berlinu prije izbijanja revolucije.[41]
- Belgijski katolički svećenik i antimasonski aktivist Jean Guillaume Gyr također optužuje slobodno zidarstvo da je bilo aktivno uključeno u urotu tijekom Francuske revolucije.[42]

#### 20. stoljeće
Početkom 20. stoljeća, francuski povjesničar Augustin Cochin iznosi tezu, temeljenu na sociološkom pristupu, prema kojoj je slobodno zidarstvo bilo jedno od ključnih "intelektualnih zajednica" koje su pripremile teren za revoluciju, posebice ističući ulogu bretonskog slobodnog zidarstva. Cochinova djela, pronađena nakon njegove smrti, naišla su na pohvale njegovih bliskih prijatelja, ali uglavnom na skepticizam ili oštru kritiku u stručnim krugovima. Francuski povjesničar Philippe Sagnac smatra kako je slobodno zidarstvo, kao dijete francuske filozofije, pripremilo Revoluciju tako što je oblikovalo javno mišljenje za reforme koje su mogle biti provedene mirnim putem.
- Godine 1904., francuski novinar Maurice Talmeyr objavio je knjigu Slobodno zidarstvo i Francuska revolucija – kako se oblikuje javno mnijenje.[45]
- Godine 1904., 1906. i 1910., francuski esejist i nacionalistički aktivist André Baron objavio je tri knjige, pod pseudonimom Louis Dasté, koje se bave ovom temom: Slobodno zidarstvo i Teror,[46] Tajna društva: njihov zločin od inicijanata Izide do modernih slobodnih zidara[47] te Marija Antoaneta i masonska urota.[48]
- Godine 1905., francuski antisemitski esejist François Bournand u djelu Povijest slobodnog zidarstva od početaka do kraja Francuske revolucije tvrdi da je Revolucija izravno proizašla iz slobodnog zidarstva.[49]
- Godine 1908., belgijski pravnik Ernest Nys u svojoj knjizi Moderne ideje: međunarodno pravo i slobodno zidarstvo[50] tvrdi da Revolucija ne bi mogla uspjeti bez pomoći slobodnog zidarstva.[44]

- Godine 1909. francuski povjesničar Gustave Bord objavio je djelo Revolucionarna urota 1789.[51] gdje tvrdi da je upravo slobodno zidarstvo koordiniralo revolucionarna zbivanja.[44]
- Godine 1919., engleska povjesničarka i teoretičarka urota Nesta Webster objavila je knjigu Francuska revolucija: Studija o demokraciji gdje također podupire tezu o masonskoj uroti.[52][53]
- Godine 1923., francuski povjesničar Henri Pouget de Saint-André u knjizi Skriveni tvorci Francuske revolucije[54] pripisuje Revoluciju utjecaju templarske observancije.
- Godine 1926. francuski povjesničar i slobodni zidar Gaston Martin[55] u svojoj knjizi Francusko slobodno zidarstvo i priprema Revolucije odbacuje tezu o svjesnoj masonskoj uroti, ali ipak prihvaća određeni stupanj slobodnozidarskog utjecaja u širenju revolucionarnih ideja.[56][57]
- Godine 1928. francuski esejist vikdont Léon de Poncins objavio je knjigu Tajne sile Revolucije[58] u kojoj govori o judeomasonskoj uroti u Francuskoj revoluciji.
- Godine 1933. francuski povjesničar Daniel Mornet u svojem djelu Intelektualni izvori Francuske revolucije[59] također negira teoriju o uroti, ali priznaje važnu ulogu slobodnih zidara u populariziranju ideja Revolucije.[44]
- Godine 1935. francuski povjesničar Bernard Faÿ tvrdi kako je slobodno zidarstvo još prije revolucije svjesno razvijalo svoj revolucionarni utjecaj.[44][60]
- Godine 1936. belgijski sudac i esejist Georges de Froidcourt također navodi da je slobodno zidarstvo imalo svjestan revolucionarni utjecaj i prije same Revolucije.[44][61]
- Godine 1938. francuski ezoterik i astrolog Paul Le Cour brani tezu o masonskom utjecaju u svojoj reviji Atlantis.[62]
- Godine 1996. francuski novinar Dominique Setzepfandt ukazuje na slučaj "Réveillon" od 27. travnja 1789. godine, nerede u Parizu do kojih je došlo osam dana prije sastanka Generalnih staleža. Smatra da je taj događaj bio revolucionarni atentat koji su izvršili ljudi princa Luja Filipa Orléanskog, tadašnjeg velikog majstora Velikog orijenta Francuske. Pljačke i požari izazvali su intervenciju vojske, koja je pucala na narod, čime je dodatno pojačano nezadovoljstvo prema Monarhiji.[63]

#### 21. stoljeće
- Godine 2007. francuski esejist Philippe Ploncard d'Assac brani tezu o masonskom utjecaju u svojoj knjizi Urota globalista.[64]

#### Protivnici teorije o masonskoj uroti
Francuski povjesničar Francuske revolucije i Napoleona, Alphonse Aulard, među ostalim, kritizirao je povjesničara Augustina Cochina zbog zanemarivanja činjenica i zaključivanja bez utemeljenih argumenata. Kasnije analize, poput onih koje je objavio francuski povjesničar Jean Égret 1955. te ponovno razradio 1990. godine, također su vrlo kritične prema Cochinovim tezama, zaključivši kako se njegova privlačna teorija "raspada" kada se usporedi s povijesnim činjenicama.
Niz povjesničara i esejista tijekom 19. i 20. stoljeća odlučno je odbacivao teoriju o masonskoj zavjeri tijekom Francuske revolucije, tvrdeći kako slobodno zidarstvo nije imalo ključnu ulogu u revolucionarnim zbivanjima niti ih je organiziralo ili usmjeravalo.
- Godine 1801. francuski sudac i esejist Jean-Joseph Mounier u knjizi O utjecaju filozofa, slobodnih zidara i iluminata na Francusku revoluciju odbacuje tezu o masonskoj uroti.[66]
- Godine 1885. francuski povjesničar Alfred Rambaud u svom djelu Povijest francuske civilizacije[67] protivi se tezi navodeći kako je političko djelovanje u ložama bilo zabranjeno, te kako slobodni zidari nisu imali revolucionarni program, zajedničko političko usmjerenje ni jedinstvena uvjerenja.[44]
- Godine 1885. francuski povjesničar Albert Sorel u djelu Europa i Francuska revolucija smatra kako je djelovanje loža imalo tek neznatan utjecaj na revolucionarne događaje.[68]
- Godine 1901. francuski povjesničar Ernest Lavisse u svojoj Povijest Francuske od početaka do Revolucije[69] objašnjava da lože nisu bile u oporbi prema tadašnjim političkim strukturama niti su bile revolucionarno usmjerene.[44]
- Godine 1938. belgijski pravnik i esejist Francis Delbeke u svom djelu[70] odbacuje tezu o slobodnozidarskom vodstvu Revolucije te umanjuje značaj slobodnog zidarstva u širenju revolucionarnih ideja.[44]
- Godine 1953. francuski novinar Roger Priouret također se u svom djelu protivi teoriji o masonskoj uroti kao pokretaču Francuske revolucije.[71]
- Godine 2013., francuski povjesničar i politolog Pierre-André Taguieff ističe kako je takav teorijski okvir o masonskoj uroti bio način da se u doba društvene nesigurnosti opravda tvrdnja o navodnom "prirodnom poretku", ugroženom skrivenim silama. Prema njemu, moderna mitologija teorija urota oblikovala se upravo kroz optuživanje slobodnog zidarstva za namjeru uništenja kršćanske civilizacije i destabiliziranja tradicionalnog društvenog poretka.[72]

## Argumenti
Zagovornici teorije o masonskoj pozadini Francuske revolucije često ističu činjenicu da su mnogi ključni ideolozi, teoretičari i politički lideri revolucionarnih zbivanja bili članovi slobodnozidarskih loža. Među njima su se nalazili propagandisti i filozofi prosvjetiteljstva poput Montesquieua, Rousseaua, d'Alemberta, Voltairea i Condorceta, kao i najistaknutiji revolucionarni aktivisti iz razdoblja Revolucije, Terora, Direktorija i bonapartizma, uključujući Mirabeaua, koji je masonski red uveo u Francusku, zatim revolucionare poput Saint-Justa, Desmoulinsa, Dantona, Héberta, Marata, Robespierrea, Filipa Orleanskog, Fouchéa, Sieyèsa, Babeufa (vođe tzv. Urote jednakih, kojeg se smatra pretečom komunizma i anarhizma), Rougeta de L'Islea (autora Marseljeze), markiza de Lafayette (autora francuske kokarde trobojnice) te samog Napoleona.
Važnu ulogu imao je i poznati avanturist, grof Cagliostro, koji je sudjelovao u revolucionarnim previranjima, osnovao visokoegipatskog slobodnog zidarstva te je također bio iniciran u ložama povezanima s Adamom Weishauptom i bavarskim iluminatima.
Činjenica da je revolucionarni poklič Sloboda, jednakost, bratstvo (Liberté, Égalité, Fraternité) bio i ostao slogan Francuske revolucije, a istovremeno je službeni moto francuskog slobodnog zidarstva, dodatno potvrđuje tezu kako su upravo slobodni zidari 18. stoljeća, s bavarskim iluminatima ili bez njih, imali ključnu ulogu u poticanju Revolucije. Osim toga, frigijska kapa, kao poznati masonski simbol koji u inicijacijskom smislu predstavlja uzvišenije pokrivalo za glavu od kraljevske krune, zauzela je centralno mjesto među simbolima Francuske revolucije, što je vrlo jasno prikazano i u slavnoj slici Eugènea Delacroixa Sloboda vodi narod.
Francuski povjesničar Louis Blanc također je isticao kako je većina revolucionara pripadala slobodnim zidarima, te navodi članove ugledne Lože "Devet sestara" (Loge Les Neuf Sœurs), među kojima su Dominique Joseph Garat, Jacques Pierre Brissot, Jean Sylvain Bailly, Nicolas de Condorcet, Camille Desmoulins, Nicolas Chamfort, Georges Danton, Christophe Antoine Gerle, Jean-Paul Rabaut de Saint-Étienne te Alexandre Pétion. Također navodi i istaknute članove Lože "Željezna usta" (Loge Bouche-de-Fer) poput Claudea Faucheta, Guillaumea Françoisa Charlesa Goupila de Préfelnea i Nicolasa de Bonnevillea. Francuski esejist i nacionalistički aktivist André Baron izravno optužuje Ložu "Ujedinjeni prijatelji" (Loge Les Amis Réunis) za poticanje nasilja tijekom razdoblja terora, pritom navodeći slobodne zidare kao što su Jean-Louis Carra, François Babeuf i Maximilien Robespierre. Francuski časnik Jean-Emmanuel Le Coulteux de Canteleu dodaje i Jacques-René Héberta, Jean-Paula Marata, Josepha Le Bona te Louisa de Saint-Justa. Također, Augustin Barruel ističe kako su čak i egzekutori koji su izvršavali smrtne kazne tijekom terora međusobno razmjenjivali masonski pozdrav.

### Nesporazumi o prirodi slobodnog zidarstva
Istraživanje provedeno na više od 200 masonskih tekstova iz toga razdoblja – koje su uglavnom pisali govornici loža povodom njihova osnivanja ili obični članovi tijekom sukoba ili raskola unutar istog orijenta – jasno pokazuje da se pojam jednakosti u masonskom kontekstu nikako ne može definirati jednoznačno. U elitnim ložama jednakost se definirala kao sposobnost okupljanja najuglednijih pojedinaca, dok su članovi demokratski orijentiranih loža taj pojam shvaćali izrazito politički, kao sredstvo rušenja postojećih društvenih barijera.

### Plemstvo i slobodno zidarstvo
Veliki majstori francuskog slobodnog zidarstva pripadali su redovito najvišem sloju francuskog plemstva, posebno onom aristokratskom i vojnom, a značajno je bila zastupljena i tzv. sudska aristokracija. Općenito, u 18. stoljeću masonstvo je privlačilo uglavnom plemiće i manji broj imućnih građana.
Od 1771. godine princ Luj Filip Orléanski zamijenio je Luja Burbonskog, grofa od Clermonta, na položaju velikog majstora Velikog orijenta Francuske. Njegova uloga u revoluciji ostala je kontroverzna. Posebno se dovodio u vezu s poznatim revolucionarnim događajima od 5. i 6. listopada 1789. godine (Ženski marš na Versailles). Nakon što je promijenio ime u Philippe Égalité (Filip Jednaki), javno se odrekao slobod 1793. godine, nedugo prije nego što je završio na giljotini.
Vojvoda od Luxembourga, desna ruka velikog majstora i jedan od inicijatora osnivanja Velikog orijenta Francuske, emigrirao je već u srpnju 1789. godine, a brojne aristokratske lože poput Lože "Sloga" (Loge La Concorde) iz Dijona same su se raspustile već u kolovozu iste godine.
U Ustavotvornoj skupštini 1789., nastaloj iz Generalnih staleža, upravo je plemstvo imao najviši postotak slobodnih zidara među svojim zastupnicima: od 285 predstavnika plemstva, između 79 i 81 bili su slobodni zidari (ovisno o izvorima), što je oko 28%. U usporedbi s time, među svećenstvom je slobodno zidarstvo bilo samo oko 6%, a među predstavnicima trećeg staleža oko 18%.

### Slobodno zidarstvo kao žrtva Revolucije
Francusko slobodno zidarstvo, koja se često povezivalo s plemstvom, i samo je postala žrtvom Revolucije i razdoblja Terora koji je uslijedio. Dok je uoči Francuske revolucije djelovalo gotovo tisuću loža, do 1800. godine rad je uspjelo obnoviti tek njih 75.